# Fußball-Zentralasienmeisterschaft der Frauen
Die Fußball-Zentralasienmeisterschaft der Frauen, engl.: Central Asian Football Federation Women's Championship (CAFA Women's Championship), ist ein seit 2018 alle 4 Jahre ausgetragenes Fußballturnier der Central Asian Football Association zur Ermittlung des offiziellen Zentralasienmeisters im Frauenfußball. Teilnahmeberechtigt sind die sechs aktuellen Mitgliedsverbände der CAFA. Die bisherigen Turniere wurden in einer Gruppe mit fünf Mannschaften gespielt, wo jeder einmal auf jeden traf und am Ende der Bestplatzierte den Titel gewann.

## Erstteilnahmen
Folgend alle Nationalmannschaften, die bisher an diesem Turnier teilgenommenen haben.
| Jahr(e) | Erstteilnehmer | Erstteilnehmer | Erstteilnehmer | Erstteilnehmer | Erstteilnehmer |
| ------- | -------------- | -------------- | -------------- | -------------- | -------------- |
| 2018    | Afghanistan    | Iran           | Kirgisistan    | Tadschikistan  | Usbekistan     |
| 2022    | Turkmenistan   | Turkmenistan   | Turkmenistan   | Turkmenistan   | Turkmenistan   |

## Die Turniere im Überblick
| 2018 Details | Usbekistan (Taschkent)    | Usbekistan | Iran | Tadschikistan |
| 2022 Details | Tadschikistan (Duschanbe) | Usbekistan | Iran | Kirgisistan   |

## Rangliste der Sieger
| Rang | Land          | Titel | Jahr(e)    | 2. Platz | 3. Platz |
| ---- | ------------- | ----- | ---------- | -------- | -------- |
| 1    | Usbekistan    | 2     | 2018, 2022 |          |          |
| 2    | Iran          |       |            | 2        |          |
| 3    | Kirgisistan   |       |            |          | 1        |
|      | Tadschikistan |       |            |          | 1        |

## Ewige Tabelle
| Rang | Land          | Turniere | Sp. | S | U | N | T+ | G- | Diff. | Punkte |
| ---- | ------------- | -------- | --- | - | - | - | -- | -- | ----- | ------ |
| 1    | Usbekistan    | 2        | 8   | 8 | 0 | 0 | 63 | 1  | +62   | 24     |
| 2    | Iran          | 2        | 8   | 6 | 0 | 2 | 26 | 4  | +22   | 18     |
| 3    | Tadschikistan | 2        | 8   | 2 | 1 | 5 | 8  | 28 | −20   | 7      |
| 4    | Kirgisistan   | 2        | 8   | 2 | 1 | 5 | 2  | 24 | −22   | 7      |
| 5    | Turkmenistan  | 1        | 4   | 0 | 2 | 2 | 1  | 11 | −10   | 2      |
| 6    | Afghanistan   | 1        | 4   | 0 | 0 | 4 | 0  | 32 | −32   | 0      |